# Bahnhof Lissabon Campolide

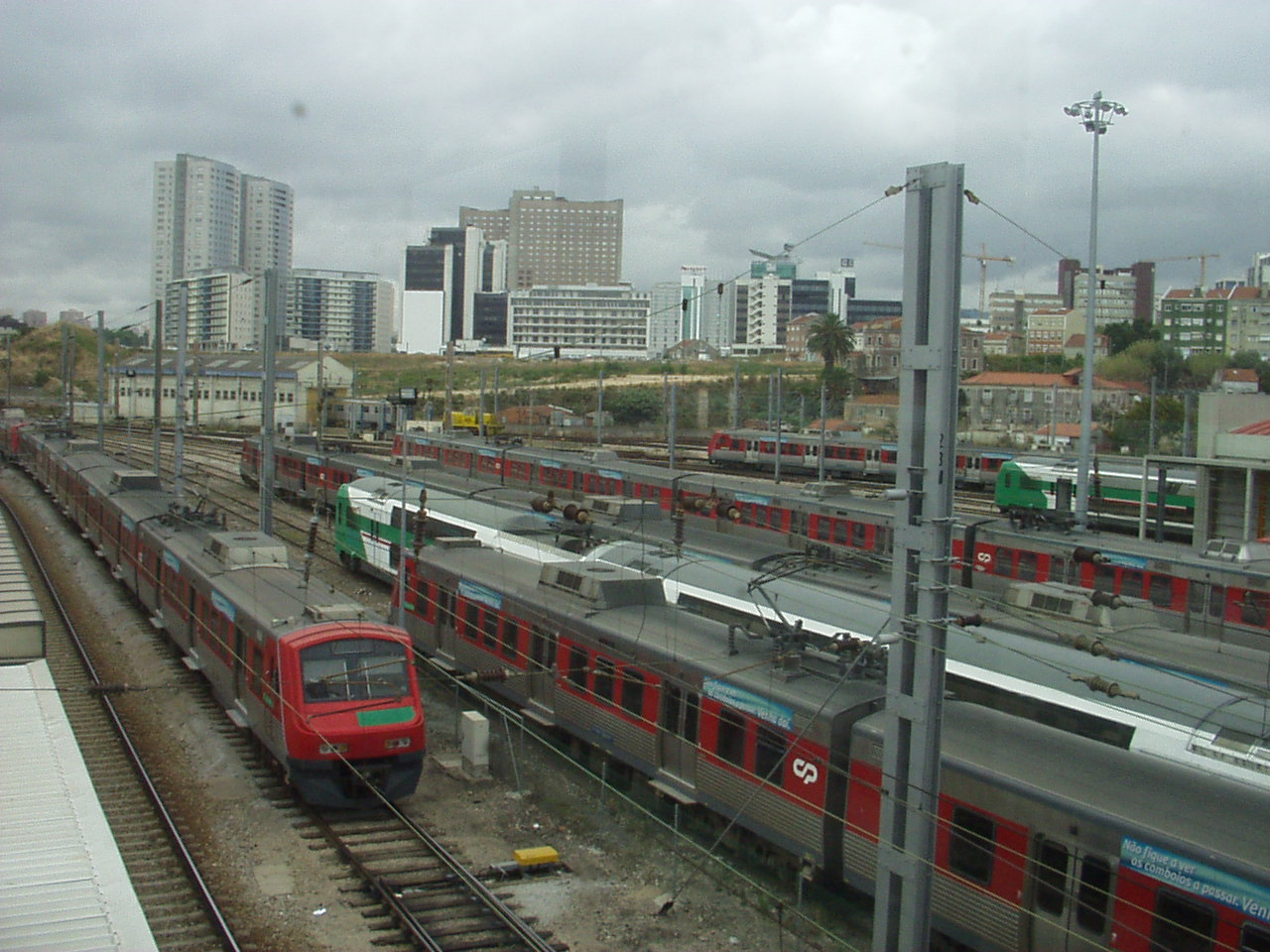
Sicht auf die Betriebswerkstatt Campolide, die sich östlich des Bahnhofes befindet

Der Bahnhof Lissabon Campolide ist ein Bahnhof am Kreuzungspunkt der Linha de Sintra, Linha de Cintura und Linha do Sul in Lissabon und liegt in der gleichnamigen Stadtgemeinde. Der Bahnhof ist der betriebliche Dreh- und Angelpunkt der Lissabonner Vororteisenbahnen, auch die größte Werkstatt der CP Urbanos de Lisboa befindet sich im Bahnhofsumfeld.
Am Bahnhof halten ausschließlich Vorortzüge der CP Urbanos de Lisboa (Sintra—Rossio, Azambuja—Alcântara-Terra) und Fertagus (Setúbal—Roma-Areeiro). Der Bahnhof ist zweigeteilt: am Bahnhof Campolide halten die Züge der Linha de Sintra, am Bahnhof Campolide-A halten die Fertagus-Züge und die Züge der Linha de Azambuja. Letzterer ist auch der Nullpunkt der Kilometrierung der Linha do Sul.

## Geschichte

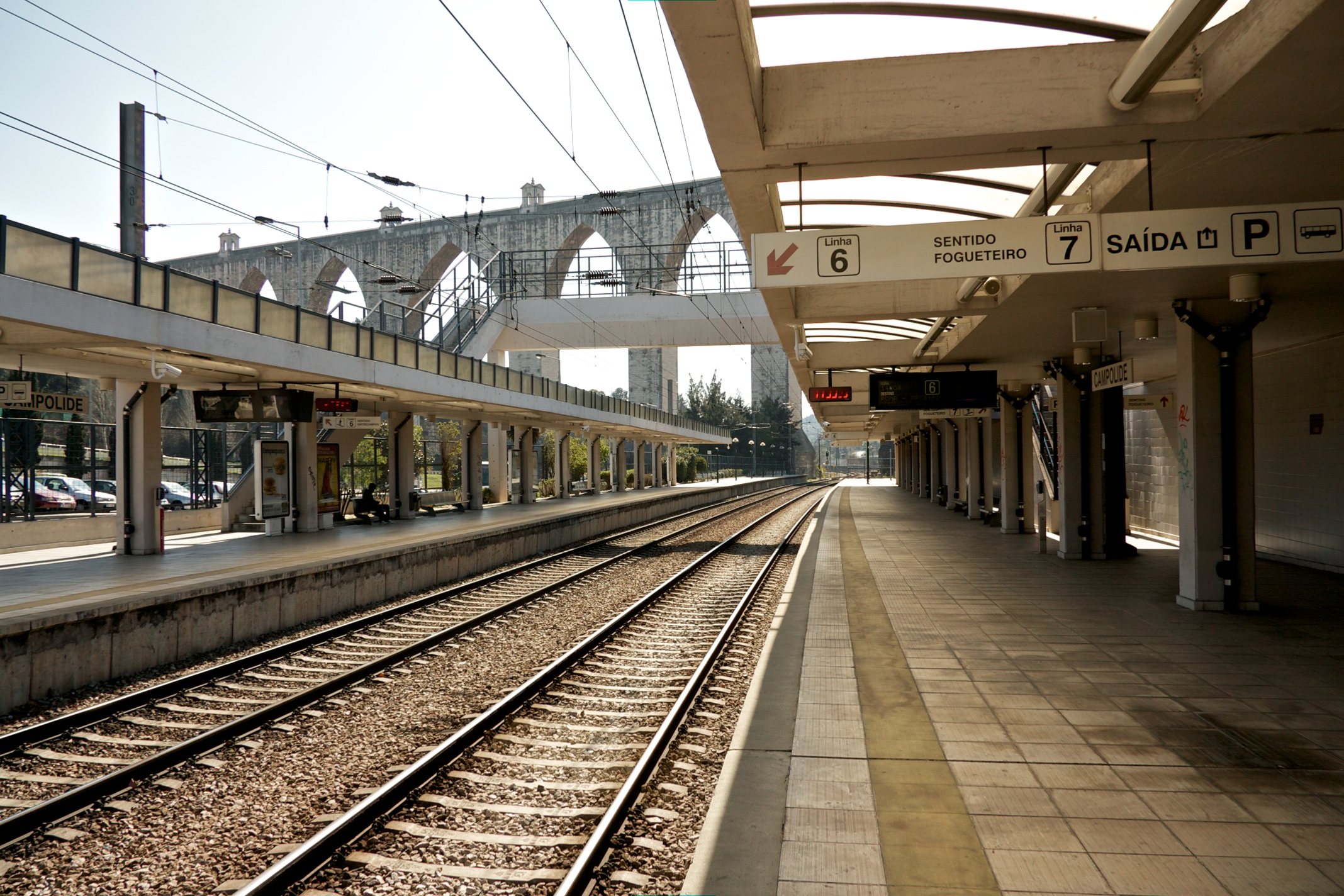
Blick auf die beiden Seitenbahnsteige des Bahnhofes Campolide-A für die Nord-Süd-Züge (Fertagus)

Der Bahnhof Campolide ging 1887 im Rahmen der Eröffnung der Linha de Sintra in Betrieb, welche den noblen Vorort Sintra, Sitz der königlichen Sommerresidenz, mit der portugiesischen Hauptstadt Lissabon verband. Zunächst endeten die Züge jedoch in Alcântara, sodass eine Weiterfahrt mit anderen Verkehrsmitteln nötig war.
Bereits 1888 entwickelte sich der Bahnhof zum Kreuzungspunkt der Lissabonner Eisenbahnstrecken, in dem die neue Linha de Cintura, beginnend am Bahnhof Campolide, zum Bahnhof Santa Apolónia in Betrieb ging. 1891 folgte die Eröffnung des Rossio-Tunnels zum neuen Lissabonner Hauptbahnhof Rossio. Durch diese Eröffnungen wurde der Bahnhof erweitert und erhielt zwei Bahnsteige für die Linha de Sintra und zwei für die Linha de Cintura.
Durch die Eigenschaft als Kreuzungsbahnhof eignete sich das Gelände um den Bahnhof Campolide besonders für die Betriebswerkstätten der portugiesischen Eisenbahnen. Diese befinden sich bis heute östlich des Bahnhofes zwischen ihm und Sete Rios. Durch den Bau der Werkstätten zogen viele Arbeiter nach Campolide, die daraufhin den Großteil der Bevölkerung darstellten. Campolide war auch der Ort zahlreiche Streiks während der Ersten Portugiesischen Republik. Im Januar 1911 streikten die Eisenbahnarbeiter für den Acht-Stunden-Tag, weitere wichtige Streiks folgten zwischen 1914 und 1917.
1957 endete größtenteils der Dampf- und Dieselbetrieb im Raum Lissabon, die Linha de Sintra sowie der Abschnitt Campolide—Braço de Prata der Linha de Cintura elektrifiziert. Der eingleisige Abschnitt Campolide—Alcântara-Terra wurde zunächst nur für Güterverkehr genutzt und erst 1987 elektrifiziert. Seit 1992 verkehren auch hier wieder Personenzüge.
Seit 1999 führt die Linha do Sul über die Ponte 25 de Abril und damit auch über Campolide. Im Zuge dieser Erweiterung wurde der Bahnhof im Jahr 2000 einer grundlegenden Sanierung unterzogen und barrierefrei ausgebaut.